# Миле
Миле (болг. Миле) — село в Болгарии. Находится в Смолянской области, входит в общину Мадан. Население составляет 24 человека.

## Политическая ситуация
Миле подчиняется непосредственно общине и не имеет своего кмета.
Кмет (мэр) общины Мадан — Атанас Александров Иванов (Болгарская социалистическая партия (БСП)) по результатам выборов в правление общины.